# Leytron
Leytron (toponimo francese) è un comune svizzero di 3 135 abitanti del Canton Vallese, nel distretto di Martigny.

## Geografia fisica

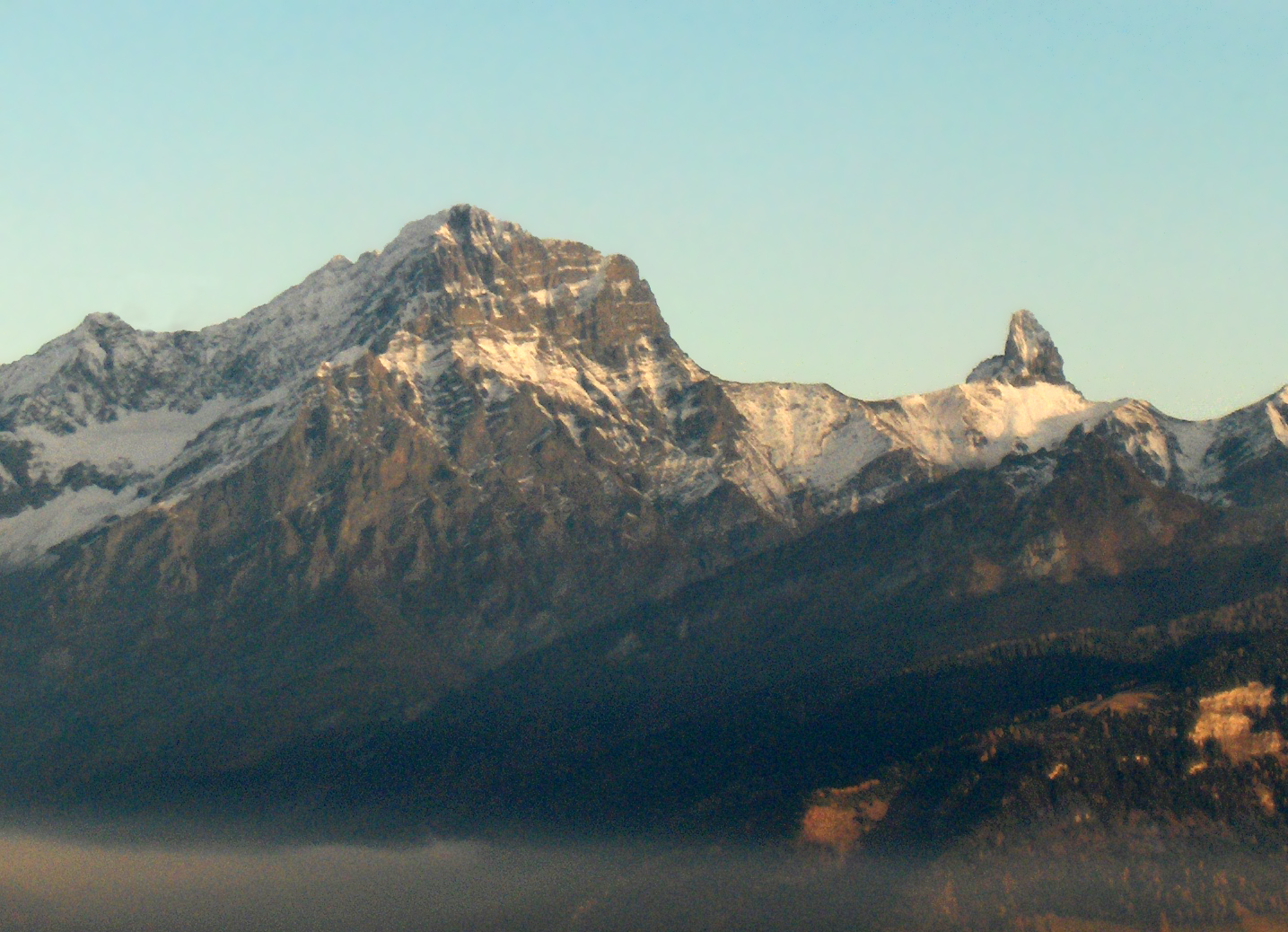
Il Grand Muveran

Nel territorio comunale sorge il Grand Muveran (3 051 m s.l.m.).

## Storia
Il comune di Leytron è stato istituito nel 1820 per scorporo da quello di Saillon.

## Monumenti e luoghi d'interesse

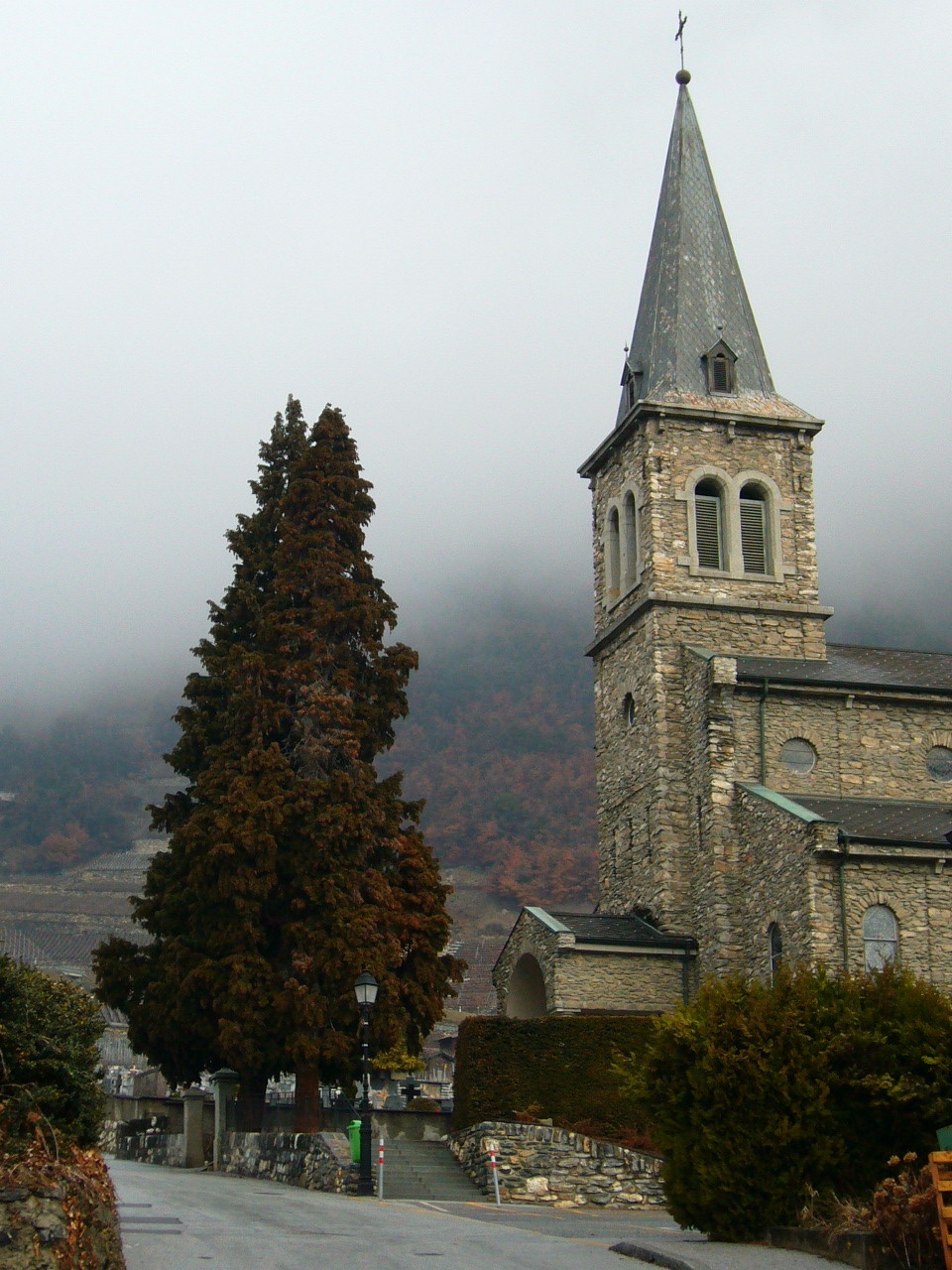
La chiesa di San Martino

- Chiesa parrocchiale cattolica di San Martino, attestata dal 1413 e ricostruita nel 1900[1].

## Società

### Evoluzione demografica
L'evoluzione demografica è riportata nella seguente tabella:
Abitanti censiti

## Geografia antropica

### Frazioni
- Dugny
- Le Four
- Les Places
- Leytron-Plan
- Montagnon
- Ovronnaz, stazione sciistica
- Produit

## Economia
A Leytron ha sede l'azienda di orologeria West End Watch.

## Amministrazione
Ogni famiglia originaria del luogo fa parte del cosiddetto comune patriziale e ha la responsabilità della manutenzione di ogni bene ricadente all'interno dei confini del comune.

## Sport
Ovronnaz ha ospitato i Campionati del mondo di corsa in montagna 2007.